# كشمش جبلي
الكشمش الجبلي هو نوع نبات، اسمه العلمي Ribes alpinum، وهو من جنس الكشمش من الفصيلة الكشمشية، يكثر في أوروبا.